# بيل نان
بيل نان هو سياسي أسترالي، ولد في 27 فبراير 1932 في ماريبورو في أستراليا. نشط حزبياً في حزب العمال الأسترالي. وقد انتخب عضو المجلس التشريعي لولاية كوينزلاند ‏ عن دائرة Electoral district of Hervey Bay ‏ (19 سبتمبر 1992 – 13 يونيو 1998) وانتخب عضو المجلس التشريعي لولاية كوينزلاند ‏ عن دائرة Electoral district of Isis ‏ (2 ديسمبر 1989 – 19 سبتمبر 1992).